# 西方的兴起
西方的兴起：人类共同体史（英語：The Rise of the West: A History of the Human Community）是芝加哥大学的历史学家威廉·H·麦克尼尔创作的一本关于世界史的书，1963年由芝加哥大學出版社首次出版，1964年获得历史与传记类美國國家圖書獎。